# Армейская (станция метро)
«Арме́йская» (укр. Армійська,  (слушать)о файле, до 17 мая 2016 года — «Советской Армии») — станция Харьковского метрополитена на Холодногорско-Заводской линии. Расположена между станциями «Дворец Спорта» и «Имени А. С. Масельского». Переходы станции выходят на Проспект Героев Харькова и улицу Ощепкова, а также в сторону улиц Маршала Рыбалко и Харьковских Дивизий. Советское название станции было связано с теми войсками, которые выбили нацистов из города в 1943 году.

## Описание
Станция односводчатого типа. Пущена в эксплуатацию 11 августа 1978 года.
Особенностью станции является наличие боковых люминесцентных ламп, которые спрятаны под бронзовыми звёздами. В разные времена эти лампы работали или не работали, часто перегорая из-за вибрации со стороны поездов.
Центральное освещение станции представляет собой вертикальные люстры, находящиеся на полу, и испускающие световой пучок в направлении потолка. До смены в люстрах ламп накаливания на лампы дневного света станция была самой тёмной станцией во всем Харьковском метрополитене, также по той причине, что длительное время не работало боковое освещение станции. Подобной по стилю освещения станцией на постсоветском пространстве является только станция Обухово в Петербургском метрополитене.
В августе 2023 года бронзовые звёзды были заменены на гербы Украины и Харькова.

## Галерея

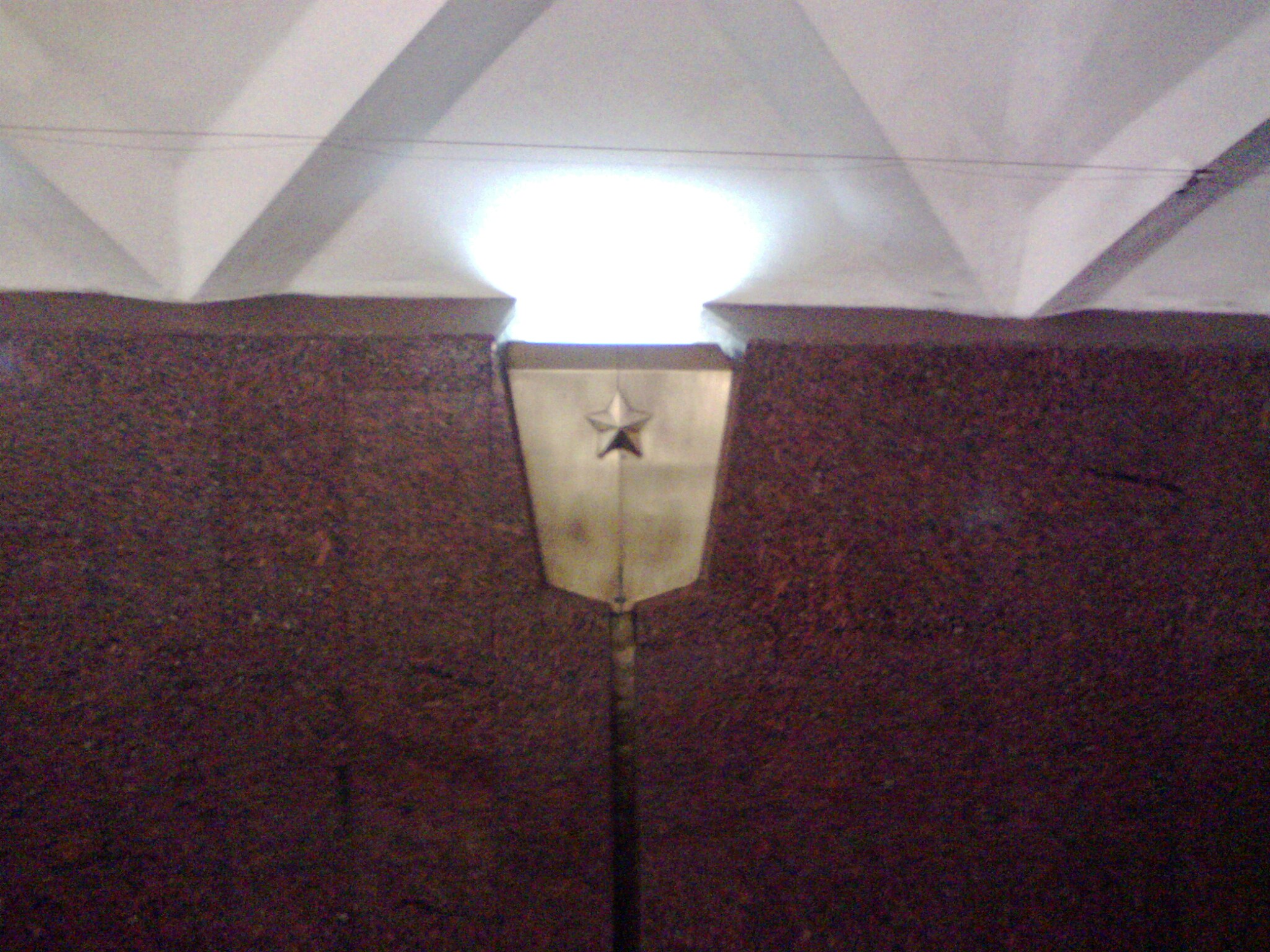
Боковой плафон станции. На каждом из них бронзовая звезда в честь Советской армии.
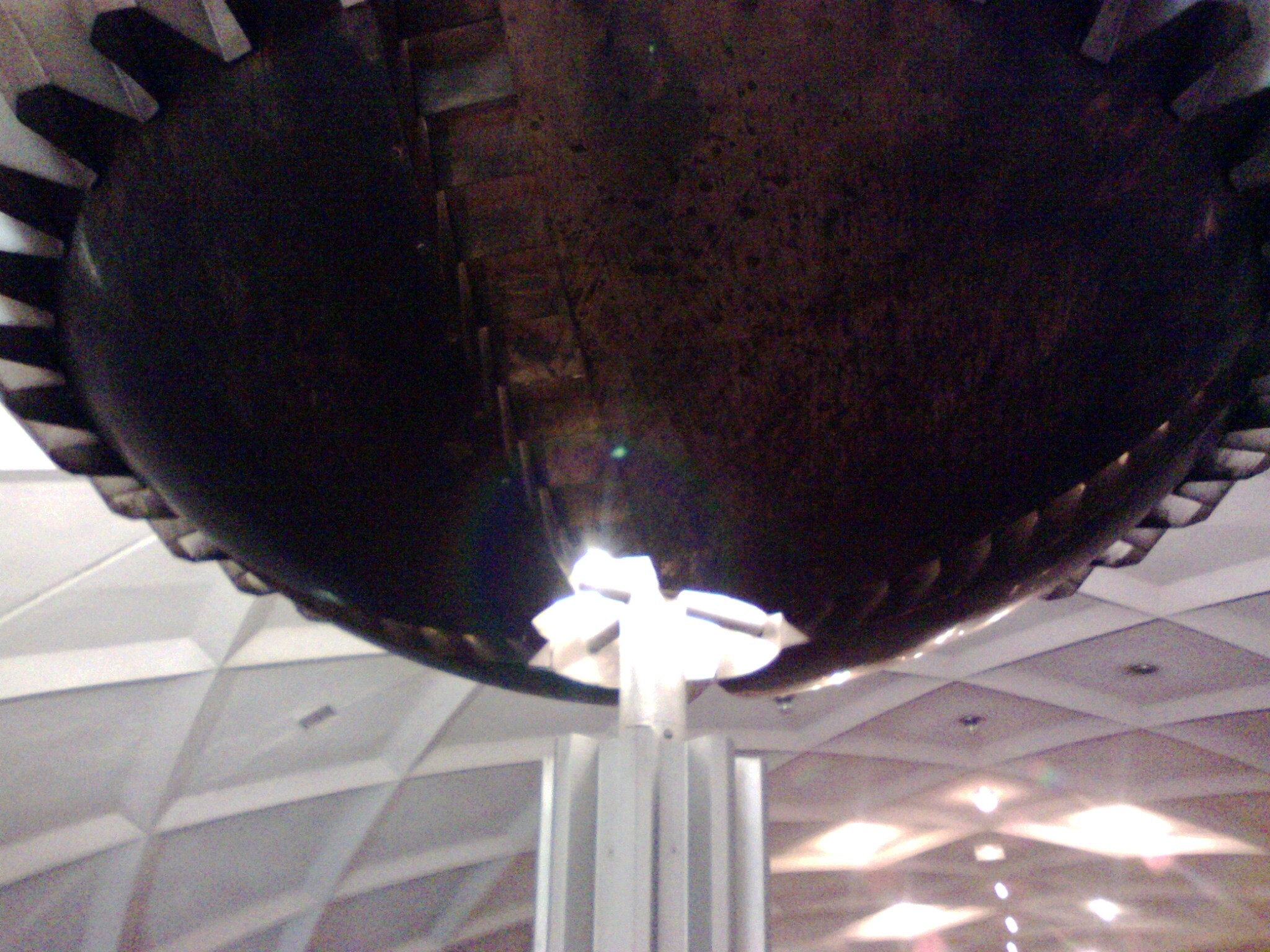
Люстра на платформе станции. Расположена на полу, хотя обычно люстры подвешены на потолке.